# Dora del Hoyo
Dora del Hoyo Alonso, nata Salvadora Honorata del Hoyo Alonso (Boca de Huérgano, 11 gennaio 1914 – Roma, 10 gennaio 2004), è stata una delle prime donne a far parte dell'Opus Dei.
Di professione lavoratrice domestica, Dora fu la prima donna a unirsi all'Opus Dei come numeraria ausiliare, cioè dedicandosi professionalmente a seguire le necessità materiali dei centri dell'Opera. Dal 1946 fino alla morte visse a Roma, collaborando prima con Josemaría Escrivá de Balaguer, fondatore dell'Opus Dei, e quindi con i suoi successori Álvaro del Portillo e Javier Echevarría nell'amministrazione domestica del primo centro dell'Opus Dei a Roma, che successivamente divenne la sede centrale dell'istituzione. Morì a Roma il 10 gennaio 2004. Il suo processo di canonizzazione è stato aperto a Roma il 18 giugno 2012 da monsignor Javier Echevarría Rodríguez, prelato dell'Opus Dei, in seguito alla richiesta di molte persone che l'hanno conosciuta e hanno lavorato con lei. Il suo corpo riposa vicino alla tomba di San Josemaría Escrivá, nella cripta della Chiesa di Santa Maria della Pace ai Parioli.

## Biografia
Dora nacque l'11 gennaio 1914 nel villaggio di Boca de Huérgano (León, Spagna). Era la quinta dei sei figli di Demetrio del Hoyo, agricoltore e di Carmen Alonso, casalinga. Per aiutare la famiglia, già da giovane cominciò a lavorare come domestica per il dottore del villaggio.
Nel 1940, si trasferì a Madrid, in cerca di migliori opportunità di lavoro. Con l'aiuto delle Figlie di Maria Immacolata per il Servizio Domestico, fu assunta come domestica presso il Marchese di Almunia, e più tardi presso i duchi di Nájera.
Nel 1944,  venne in contatto con l'Opus Dei. Don Josemaría Escrivá, fondatore del movimento, si era rivolto alle Figlie per il Servizio Domestico in cerca di domestiche per una residenza studentesca che stava aprendo, la Residenza Moncloa. Gli venne raccomandata Dora, che decise di dedicarsi a tempo pieno alla Moncloa, colpita da Escrivá e dai suoi insegnamenti.
Il 14 marzo 1946, entrò nell'Opus Dei come numeraria ausiliare, cioè, si occupava delle necessità domestiche dei centri dell'Opus Dei, oltre a impegnarsi a vivere secondo i suoi precetti.
Nel dicembre del 1946, si trasferì a Roma, in seguito alla richiesta dell'Escrivá di prendersi carico dell'amministrazione domestica del primo centro dell'Opus Dei a Roma, che in seguito ne sarebbe diventata la sede centrale. Da Roma, dove risiedette fino alla morte, svolse un ruolo centrale nell'insegnamento e nella formazione di donne di tutto il mondo nei compiti che riguardano il lavoro della casa.
Dora del Hoyo morì a Roma il 10 gennaio 2004, dopo una malattia combattuta per diversi anni.

## Processo di canonizzazione
Il 18 giugno 2012 a Roma si è aperto il processo di canonizzazione sulla vita e le virtù di Dora del Hoyo. Jose Luis Gutierrez è stato nominato postulatore di questa Causa di Canonizzazione.
Secondo mons. Javier Echevarría "Dora fu molto importante per l'Opus Dei per la sua fedeltà e per il suo lavoro portato a termine con perfezione, arricchito dall'umiltà.
Nel novembre 2016 si è conclusa la fase istruttoria della causa di canonizzazione.